# Copa América 2024
Die Copa América 2024 war die 48. Ausspielung der südamerikanischen Kontinentalmeisterschaft im Fußball. Sie fand vom 20. Juni bis 14. Juli 2024 in den USA statt. Mit dieser Ausgabe wurde die Austragung des Turniers auf gerade Jahreszahlen im Abstand von vier Jahren umgestellt und damit an den Rhythmus der Fußball-Europameisterschaften angeglichen.
Sieger und mit ihrem 16. Titel nun alleiniger Rekordsieger ist Argentinien, das sich im Finale mit 1:0 nach Verlängerung gegen Kolumbien durchsetzen konnte.
Argentinien qualifizierte sich somit für das Finalissima 2025 gegen Spanien, das sich bei der Fußball-Europameisterschaft 2024 durchsetzte.

## Austragungsort
Ursprünglich sollte die Copa in Ecuador stattfinden, da das Land gemäß Rotationsprinzip mit der Ausrichtung an der Reihe gewesen wäre. Laut Angaben der CONMEBOL war Ecuador jedoch nur nominiert, Peru war ebenfalls interessiert an der Ausrichtung. Im November 2022 lehnte Ecuador die Ausrichtung ab. Im Januar 2023 wurden schließlich die Vereinigten Staaten als Ausrichter vorgestellt. Die Bekanntgabe war Teil einer engeren Zusammenarbeit zwischen CONCACAF und CONMEBOL. Das Turnier ermöglichte zudem den Ausrichtern der Weltmeisterschaft 2026, den USA, Mexiko und Kanada, zusätzliche Pflichtspiele in der WM-Vorbereitung. Neben den zehn südamerikanischen Mannschaften qualifizierten sich die sechs Teilnehmer der CONCACAF über die Nations League 2023/24.

## Spielorte
Insgesamt wurden 14 Stadien in den Vereinigten Staaten für das Turnier ausgewählt. Das Eröffnungsspiel fand am 20. Juni 2024 im Mercedes-Benz Stadium in Atlanta und das Endspiel am 14. Juli 2024 im Hard Rock Stadium in Miami Gardens statt.
| Stadion                         | Stadt               | Kapazität | Bild |
| ------------------------------- | ------------------- | --------- | ---- |
| Allegiant Stadium               | Paradise, NV        | 65.000    |      |
| AT&T Stadium                    | Arlington, TX       | 80.000    |      |
| Bank of America Stadium         | Charlotte, NC       | 74.867    |      |
| Children’s Mercy Park           | Kansas City, KS     | 18.467    |      |
| Inter&Co Stadium                | Orlando, FL         | 25.500    |      |
| GEHA Field at Arrowhead Stadium | Kansas City, MO     | 76.416    |      |
| Hard Rock Stadium               | Miami Gardens, FL   | 65.326    |      |
| Levi’s Stadium                  | Santa Clara, CA     | 68.500    |      |
| Mercedes-Benz Stadium           | Atlanta, GA         | 73.019    |      |
| MetLife Stadium                 | East Rutherford, NJ | 82.500    |      |
| NRG Stadium                     | Houston, TX         | 72.220    |      |
| Q2 Stadium                      | Austin, TX          | 20.738    |      |
| SoFi Stadium                    | Inglewood, CA       | 70.000    |      |
| State Farm Stadium              | Glendale, AZ        | 63.400    |      |

## Play-offs
Die vier Verlierer des Viertelfinals der CONCACAF Nations League 2023/24 spielten in den Play-offs untereinander die letzten zwei Teilnehmer für die Copa América 2024 aus. Die Spiele wurden am 23. März 2024 im Toyota Stadium in Frisco im US-Bundesstaat Texas ausgetragen.
|            | Ergebnis  |                     |
| ---------- | --------- | ------------------- |
| Kanada     | 2:0 (0:0) | Trinidad und Tobago |
| Costa Rica | 3:1 (1:1) | Honduras            |

## Gruppenauslosung
Neben zehn südamerikanischen Mannschaften komplettierten sechs nord- und mittelamerikanische Mannschaften das Feld. Die Gruppenauslosung fand am 7. Dezember 2023 im Kongresszentrum James L. Knight Center in Miami statt. Die 14 zu diesem Zeitpunkt feststehenden Mannschaften wurden nach der FIFA-Weltrangliste vom November 2023 auf die vier Lostöpfe verteilt, während sich für die zwei noch unbekannten Play-off-Sieger Platzhalter im letzten Topf befanden.
Die vier Mannschaften aus Topf 1 waren bereits als Gruppenköpfe gesetzt.
- Argentinien wurde als Sieger der Copa América 2021 in Gruppe A gesetzt.
- Mexiko wurde als Sieger des CONCACAF Gold Cup 2023 in Gruppe B gesetzt.
- Die Vereinigten Staaten wurden als höchstplatzierte Mannschaft der CONCACAF in der FIFA-Weltrangliste in Gruppe C gesetzt.
- Brasilien wurde als höchstplatzierte Mannschaft der CONMEBOL in der FIFA-Weltrangliste in Gruppe D gesetzt.

Topf 1:
- Argentinien (1)
- Brasilien (5)
- USA (12)
- Mexiko (14)

Topf 2:
- Uruguay (11)
- Kolumbien (15)
- Ecuador (32)
- Peru (35)

Topf 3:
- Chile (40)
- Panama (41)
- Venezuela (49)
- Paraguay (53)

Topf 4:
- Kanada (48)
- Costa Rica (52)
- Jamaika (55)
- Bolivien (85)

| Gruppe A            | Gruppe B          | Gruppe C         | Gruppe D           |
| ------------------- | ----------------- | ---------------- | ------------------ |
| Argentinien (Kader) | Mexiko (Kader)    | USA (Kader)      | Brasilien (Kader)  |
| Peru (Kader)        | Ecuador (Kader)   | Uruguay (Kader)  | Kolumbien (Kader)  |
| Chile (Kader)       | Venezuela (Kader) | Panama (Kader)   | Paraguay (Kader)   |
| Kanada (Kader)      | Jamaika (Kader)   | Bolivien (Kader) | Costa Rica (Kader) |

## Gruppenphase
Die grün unterlegten Mannschaften zogen in das Viertelfinale ein.

### Gruppe A
| Pl. | Land        | Sp. | S | U | N | Tore    | Diff. | Punkte |
| --- | ----------- | --- | - | - | - | ------- | ----- | ------ |
| 1.  | Argentinien | 3   | 3 | 0 | 0 | 005:000 | +5    | 09     |
| 2.  | Kanada      | 3   | 1 | 1 | 1 | 001:200 | −1    | 04     |
| 3.  | Chile       | 3   | 0 | 2 | 1 | 000:100 | −1    | 02     |
| 4.  | Peru        | 3   | 0 | 1 | 2 | 000:300 | −3    | 01     |

|                                                                              |   |             |           |
| 20. Juni 2024 um 20:00 Uhr EST (21. um 2:00 Uhr MESZ) in Atlanta             |   |             |           |
| Argentinien                                                                  | – | Kanada      | 2:0 (0:0) |
| 21. Juni 2024 um 19:00 Uhr CST (22. um 2:00 Uhr MESZ) in Arlington           |   |             |           |
| Peru                                                                         | – | Chile       | 0:0       |
| 25. Juni 2024 um 17:00 Uhr CST (26. um 0:00 Uhr MESZ) in Kansas City, Kansas |   |             |           |
| Peru                                                                         | – | Kanada      | 0:1 (0:0) |
| 25. Juni 2024 um 21:00 Uhr EST (26. um 3:00 Uhr MESZ) in East Rutherford     |   |             |           |
| Chile                                                                        | – | Argentinien | 0:1 (0:0) |
| 29. Juni 2024 um 20:00 Uhr EST (30. um 2:00 Uhr MESZ) in Miami Gardens       |   |             |           |
| Argentinien                                                                  | – | Peru        | 2:0 (0:0) |
| 29. Juni 2024 um 20:00 Uhr EST (30. um 2:00 Uhr MESZ) in Orlando             |   |             |           |
| Kanada                                                                       | – | Chile       | 0:0       |

### Gruppe B
| Pl. | Land      | Sp. | S | U | N | Tore    | Diff. | Punkte |
| --- | --------- | --- | - | - | - | ------- | ----- | ------ |
| 1.  | Venezuela | 3   | 3 | 0 | 0 | 006:100 | +5    | 09     |
| 2.  | Ecuador   | 3   | 1 | 1 | 1 | 004:300 | +1    | 04     |
| 3.  | Mexiko    | 3   | 1 | 1 | 1 | 001:100 | ±0    | 04     |
| 4.  | Jamaika   | 3   | 0 | 0 | 3 | 001:700 | −6    | 0      |

|                                                                       |   |           |           |
| 22. Juni 2024 um 15:00 Uhr PST (23. um 0:00 Uhr MESZ) in Santa Clara  |   |           |           |
| Ecuador                                                               | – | Venezuela | 1:2 (1:0) |
| 22. Juni 2024 um 20:00 Uhr CST (23. um 3:00 Uhr MESZ) in Houston      |   |           |           |
| Mexiko                                                                | – | Jamaika   | 1:0 (0:0) |
| 26. Juni 2024 um 15:00 Uhr PST (27. um 0:00 Uhr MESZ) Uhr in Paradise |   |           |           |
| Ecuador                                                               | – | Jamaika   | 3:1 (2:0) |
| 26. Juni 2024 um 18:00 Uhr PST (27. um 3:00 Uhr MESZ) in Inglewood    |   |           |           |
| Venezuela                                                             | – | Mexiko    | 1:0 (0:0) |
| 30. Juni 2024 um 17:00 Uhr MST (1. Juli um 2:00 Uhr MESZ) in Glendale |   |           |           |
| Mexiko                                                                | – | Ecuador   | 0:0       |
| 30. Juni 2024 um 19:00 Uhr CST (1. Juli um 2:00 Uhr MESZ) in Austin   |   |           |           |
| Jamaika                                                               | – | Venezuela | 0:3 (0:0) |

### Gruppe C
| Pl. | Land     | Sp. | S | U | N | Tore    | Diff. | Punkte |
| --- | -------- | --- | - | - | - | ------- | ----- | ------ |
| 1.  | Uruguay  | 3   | 3 | 0 | 0 | 009:100 | +8    | 09     |
| 2.  | Panama   | 3   | 2 | 0 | 1 | 006:500 | +1    | 06     |
| 3.  | USA      | 3   | 1 | 0 | 2 | 003:300 | ±0    | 03     |
| 4.  | Bolivien | 3   | 0 | 0 | 3 | 001:100 | −9    | 0      |

|                                                                              |   |          |           |
| 23. Juni 2024 um 17:00 Uhr CST (24. um 0:00 Uhr MESZ) in Arlington           |   |          |           |
| USA                                                                          | – | Bolivien | 2:0 (2:0) |
| 23. Juni 2024 um 21:00 Uhr EST (24. um 3:00 Uhr MESZ) in Miami Gardens       |   |          |           |
| Uruguay                                                                      | – | Panama   | 3:1 (1:0) |
| 27. Juni 2024 um 18:00 Uhr EST (28. um 0:00 Uhr MESZ) in Atlanta             |   |          |           |
| Panama                                                                       | – | USA      | 2:1 (1:1) |
| 27. Juni 2024 um 21:00 Uhr EST (28. um 3:00 Uhr MESZ) in East Rutherford     |   |          |           |
| Uruguay                                                                      | – | Bolivien | 5:0 (2:0) |
| 1. Juli 2024 um 20:00 Uhr CST (2. um 3:00 Uhr MESZ) in Kansas City, Missouri |   |          |           |
| USA                                                                          | – | Uruguay  | 0:1 (0:0) |
| 1. Juli 2024 um 21:00 Uhr EST (2. um 3:00 Uhr MESZ) in Orlando               |   |          |           |
| Bolivien                                                                     | – | Panama   | 1:3 (0:1) |

### Gruppe D
| Pl. | Land       | Sp. | S | U | N | Tore    | Diff. | Punkte |
| --- | ---------- | --- | - | - | - | ------- | ----- | ------ |
| 1.  | Kolumbien  | 3   | 2 | 1 | 0 | 006:200 | +4    | 07     |
| 2.  | Brasilien  | 3   | 1 | 2 | 0 | 005:200 | +3    | 05     |
| 3.  | Costa Rica | 3   | 1 | 1 | 1 | 002:400 | −2    | 04     |
| 4.  | Paraguay   | 3   | 0 | 0 | 3 | 003:800 | −5    | 0      |

|                                                                    |   |            |           |
| 24. Juni 2024 um 17:00 Uhr CST (25. um 0:00 Uhr MESZ) in Houston   |   |            |           |
| Kolumbien                                                          | – | Paraguay   | 2:1 (2:0) |
| 24. Juni 2024 um 18:00 Uhr PST (25. um 3:00 Uhr MESZ) in Inglewood |   |            |           |
| Brasilien                                                          | – | Costa Rica | 0:0       |
| 28. Juni 2024 um 15:00 Uhr MST (29. um 0:00 Uhr MESZ) in Glendale  |   |            |           |
| Kolumbien                                                          | – | Costa Rica | 3:0 (1:0) |
| 28. Juni 2024 um 18:00 Uhr PST (29. um 3:00 Uhr MESZ) in Paradise  |   |            |           |
| Paraguay                                                           | – | Brasilien  | 1:4 (0:3) |
| 2. Juli 2024 um 18:00 Uhr PST (3. um 3:00 Uhr MESZ) in Santa Clara |   |            |           |
| Brasilien                                                          | – | Kolumbien  | 1:1 (1:1) |
| 2. Juli 2024 um 20:00 Uhr CST (3. um 3:00 Uhr MESZ) in Austin      |   |            |           |
| Costa Rica                                                         | – | Paraguay   | 2:1 (2:0) |

## Finalrunde
In der Finalrunde wurde bei einem Unentschieden nach regulären 90 Spielminuten keine Verlängerung gespielt und direkt im Anschluss ein Elfmeterschießen zur Entscheidung ausgetragen. Ausnahme war das Finale, das nach 90 Minuten keinen Sieger fand und nach Verlängerung vor einem möglichen Elfmeterschießen entschieden wurde.

|  | Viertelfinale             | Viertelfinale              |                                 |                                | Halbfinale                     | Halbfinale |  |  | Finale                     | Finale                     |
|  |                           |                            |                                 |                                |                                |            |  |  |                            |                            |
|  | 4. Juli 2024 in Houston   |                            |                                 |                                |                                |            |  |  |                            |                            |
|  | Argentinien               | E1 (4)E                    |                                 |                                |                                |            |  |  |                            |                            |
|  | Argentinien               | E1 (4)E                    | 9. Juli 2024 in East Rutherford |                                |                                |            |  |  |                            |                            |
|  | Ecuador                   | 1 (2)                      |                                 |                                |                                |            |  |  |                            |                            |
|  | Ecuador                   | 1 (2)                      | Argentinien                     | 2                              |                                |            |  |  |                            |                            |
|  |                           |                            | Argentinien                     | 2                              |                                |            |  |  |                            |                            |
|  |                           | Kanada                     | 0                               |                                |                                |            |  |  |                            |                            |
|  | Venezuela                 | Kanada                     | 0                               | 1 (3)                          |                                |            |  |  |                            |                            |
|  | Venezuela                 |                            |                                 | 1 (3)                          |                                |            |  |  |                            |                            |
|  | Kanada                    | E1 (4)E                    |                                 | 14. Juli 2024 in Miami Gardens | 14. Juli 2024 in Miami Gardens |            |  |  |                            |                            |
|  | 5. Juli 2024 in Arlington | 5. Juli 2024 in Arlington  | Argentinien                     | V1V                            |                                |            |  |  |                            |                            |
|  | 6. Juli 2024 in Glendale  | 6. Juli 2024 in Glendale   |                                 | Kolumbien                      | 0                              |            |  |  |                            |                            |
|  | Kolumbien                 | 5                          |                                 |                                |                                |            |  |  |                            |                            |
|  | Panama                    | 0                          |                                 |                                |                                |            |  |  |                            |                            |
|  | Panama                    | 0                          | Uruguay                         | 0                              |                                |            |  |  |                            |                            |
|  |                           |                            | Uruguay                         | 0                              | Spiel um Platz 3               |            |  |  |                            |                            |
|  |                           | Kolumbien                  | 1                               |                                |                                |            |  |  |                            |                            |
|  | Uruguay                   | Kolumbien                  | 1                               | E0 (4)E                        | Kanada                         | 2 (3)      |  |  |                            |                            |
|  | Uruguay                   | 10. Juli 2024 in Charlotte |                                 | E0 (4)E                        | Kanada                         | 2 (3)      |  |  |                            |                            |
|  | Brasilien                 | 0 (2)                      |                                 | Uruguay                        | E2 (4)E                        |            |  |  |                            |                            |
|  | Brasilien                 | 0 (2)                      |                                 |                                | E2 (4)E                        |            |  |  |                            |                            |
|  | 6. Juli 2024 in Paradise  | 6. Juli 2024 in Paradise   |                                 |                                |                                |            |  |  | 13. Juli 2024 in Charlotte | 13. Juli 2024 in Charlotte |

V Sieg nach Verlängerung

E Sieg im Elfmeterschießen

### Viertelfinale
|                                                                      |   |           |                      |
| 4. Juli 2024 um 20:00 Uhr CST (5. um 3:00 Uhr MESZ) in Houston       |   |           |                      |
| Argentinien                                                          | – | Ecuador   | 1:1 (1:0), 4:2 i. E. |
| 5. Juli 2024 um 20:00 Uhr CST (6. um 3:00 Uhr MESZ) Uhr in Arlington |   |           |                      |
| Venezuela                                                            | – | Kanada    | 1:1 (0:1), 3:4 i. E. |
| 6. Juli 2024 um 15:00 Uhr MST (7. um 0:00 Uhr MESZ) in Glendale      |   |           |                      |
| Kolumbien                                                            | – | Panama    | 5:0 (3:0)            |
| 6. Juli 2024 um 18:00 Uhr PST (7. um 3:00 Uhr MESZ) in Paradise      |   |           |                      |
| Uruguay                                                              | – | Brasilien | 0:0, 4:2 i. E.       |

### Halbfinale
|                                                                         |   |           |           |
| 9. Juli 2024 um 20:00 Uhr EST (10. um 2:00 Uhr MESZ) in East Rutherford |   |           |           |
| Argentinien                                                             | – | Kanada    | 2:0 (1:0) |
| 10. Juli 2024 um 20:00 Uhr EST (11. um 2:00 Uhr MESZ) in Charlotte      |   |           |           |
| Uruguay                                                                 | – | Kolumbien | 0:1 (0:1) |

### Spiel um Platz 3
|                                                                    |   |         |                      |
| 13. Juli 2024 um 20:00 Uhr EST (14. um 2:00 Uhr MESZ) in Charlotte |   |         |                      |
| Kanada                                                             | – | Uruguay | 2:2 (1:1), 3:4 i. E. |

### Finale
|                                                                        |   |           |           |
| 14. Juli 2024 um 21:20 Uhr EST (15. um 3:20 Uhr MESZ) in Miami Gardens |   |           |           |
| Argentinien                                                            | – | Kolumbien | 1:0 n. V. |

## Beste Torschützen
| Platz | Spieler            | Tore | Elfmeter- tore | Vorlagen | Spielzeit |
| ----- | ------------------ | ---- | -------------- | -------- | --------- |
| 01    | Lautaro Martínez   | 5    | 0              | 0        | 221       |
| 02    | Salomón Rondón     | 3    | 1              | 1        | 337       |
| 03    | Jhon Córdoba       | 2    | 0              | 1        | 418       |
| 04    | Daniel Muñoz       | 2    | 0              | 1        | 433       |
| 05    | Maximiliano Araújo | 2    | 0              | 1        | 448       |
| 06    | Rodrigo Bentancur  | 2    | 0              | 0        | 167       |
| 07    | Folarin Balogun    | 2    | 0              | 0        | 178       |
| 08    | Vinícius Júnior    | 2    | 0              | 0        | 251       |
| 09    | Eduard Bello       | 2    | 0              | 0        | 290       |
| 10    | José Fajardo       | 2    | 0              | 0        | 298       |
| 11    | Julián Álvarez     | 2    | 0              | 0        | 349       |
| 12    | Jefferson Lerma    | 2    | 0              | 0        | 425       |
| 13    | Jonathan David     | 2    | 0              | 0        | 447       |
| 14    | Darwin Núñez       | 2    | 0              | 0        | 475       |
| 15    | Luis Díaz          | 2    | 0              | 0        | 512       |

## Schiedsrichter
Am 24. Mai 2024 gab die CONMEBOL die insgesamt 23 Schiedsrichterteams bekannt. Darunter befinden sich auch 5 Gespanne aus der Gastgeberkonföderation CONCACAF. Zudem sind – wie bereits bei der vorherigen Ausgabe – mit Maurizio Mariani und seinen (Video-)Assistenten auch Austauschschiedsrichter der UEFA Teil des Aufgebots. Im Gegenzug amtiert der Argentinier Facundo Tello bei der Fußball-Europameisterschaft 2024.
| Land        | Schiedsrichter   | Schiedsrichterassistenten               | Video-Assistenten                                   |
| ----------- | ---------------- | --------------------------------------- | --------------------------------------------------- |
| Argentinien | Dario Herrera    | Juan Belatti Christian Navarro          | Mauro Vigliano Silvio Trucco Héctor Paletta         |
| Argentinien | Yael Falcón      | Facundo Rodríguez Maximiliano Del Yesso | Mauro Vigliano Silvio Trucco Héctor Paletta         |
| Bolivien    | Ivo Méndez       | José Antelo Edwar Saavedra              | Gery Vargas                                         |
| Brasilien   | Wilton Sampaio   | Danilo Manis Rodrigo Correa             | Rodolpho Toski Daniel Nobre Pablo Goncálves         |
| Brasilien   | Raphael Claus    | Bruno Boschilia Bruno Pires             | Rodolpho Toski Daniel Nobre Pablo Goncálves         |
| Brasilien   | Edina Alves      | Neuza Back Mary Blanco                  | Rodolpho Toski Daniel Nobre Pablo Goncálves         |
| Chile       | Piero Maza       | Claudio Urrutía Miguel Rocha            | Juan Lara Rodrigo Carvajal Edson Cisternas          |
| Chile       | Cristián Garay   | José Retamal Juan Serrano               | Juan Lara Rodrigo Carvajal Edson Cisternas          |
| Kolumbien   | Wilmar Roldán    | Alexander Guzmán Jhon León              | Nicolás Gallo Yadir Acuña David Rodríguez           |
| Kolumbien   | Jhon Ospina      | Jhon Gallego Miguel Roldán              | Nicolás Gallo Yadir Acuña David Rodríguez           |
| Ecuador     | Augusto Aragón   | Christian Lescano Ricardo Barén         | Carlos Orbe Bryan Loayza                            |
| Paraguay    | Juan Benítez     | Eduardo Cardozo Milciades Saldivar      | Derlis López Eduardo Britos José Cuevas             |
| Peru        | Kevin Ortega     | Michael Orué Stephen Atoche             | Joel Alarcón Jonny Bossio Augusto Menéndez          |
| Uruguay     | Andrés Matonte   | Nicolás Tarán Martín Soppi              | Leodán González Richard Trinidad Christian Ferreyra |
| Uruguay     | Gustavo Tejera   | Carlos Barreiro Pablo Llarena           | Leodán González Richard Trinidad Christian Ferreyra |
| Venezuela   | Jesús Valenzuela | Jorge Urrego Alberto Ponte              | Juan Soto Carlos López                              |
| Venezuela   | Alexis Herrera   | Lubin Torrealba Migdalía Rodríguez      | Juan Soto Carlos López                              |
| USA         | Ismail Elfath    | Corey Parker Kyle Atkins                | Armando Villarreal                                  |
| USA         | Tori Penso       | Brooke Mayo Kathryn Nesbitt             | Armando Villarreal                                  |
| Mexiko      | César Ramos      | Alberto Morín Marco Bisguerra           | Erick Miranda Guillermo Pacheco                     |
| Guatemala   | Mario Escobar    | Luis Ventura Humberto Panjoj            | Tatiana Guzmán                                      |
| El Salvador | Iván Barton      | David Morán Henri Pupiro                | Tatiana Guzmán                                      |
| Italien     | Maurizio Mariani | Daniele Bindoni Alberto Tegoni          | Marco di Bello Aleandro Di Paolo                    |

## Statistiken
- Rekordspieler: Der Argentinier Lionel Messi wurde beim 2:0-Sieg über Kanada im Eröffnungsspiel zum Rekordspieler (35 Einsätze; in 7 Turnieren: 2007, 2011, 2015, 2016, 2019, 2021 und 2024; Stand: 20. Juni 2024).[19][20][21]
- Im ersten Gruppenspiel beim 0:0 zwischen Peru und Chile am 21. Juni 2024 kamen die ältesten beiden Spieler der Copa-Geschichte zum Einsatz:[22]
  - Ältester Spieler (Torhüter): Claudio Bravo (41 Jahre und 69 Tage, für Chile)
    - Stand: 25. Juni 2024: (41 Jahre und 73 Tage)

  - Ältester Feldspieler: Paolo Guerrero (40 Jahre und 172 Tage, für Peru)
    - Stand: 25. Juni 2024: (40 Jahre und 176 Tage)
- Durch seinen 2:0-Siegtreffer im Halbfinale, als Argentinien erneut auf Kanada traf, übertraf Lionel Messi mit seinem 109. Treffer Ali Daei (108) und wurde hinter Cristiano Ronaldo (zu diesem Zeitpunkt 130) zum Spieler mit den zweitmeisten Länderspieltoren.[23]
- Der Argentinier Lionel Messi ist der Spieler, der in die meisten Finals einzog (9×; davon 2× WM, 1× Olympische Sommerspiele, 4× Copa und 2× Finalissima).[24][3] Er gewann fünf der acht bisher möglichen Titel (unter anderem die letzten drei möglich Finals).
- Der Kolumbianer James Rodríguez hat bis nach dem Halbfinale sechs Torvorlagen gegeben, und brach so den Rekord für die meisten Vorlagen bei einer Copa, der zuvor durch Lionel Messi (5, Copa América 2021) gehalten worden war.[25]

## Wissenswertes
- Im Finale gab es eine Halbzeitshow, bei der die kolumbianische Sängerin Shakira auftrat. Die Halbzeitpause wurde von üblicherweise 15 Minuten Länge auf 25 Minuten ausgeweitet.[26]
  - Obwohl das kolumbianische Team im Laufe des Turniers seitens CONMEBOL mit einer Strafe belegt worden war, weil sie zu spät (erst in der 16. Minute) aus der Kabine kamen, wurde im selben Turnier die Halbzeit des Finalspiels offiziell auf 25 Minuten verlängert.[26]